# Amaryllidoideae
Amaryllidoideae  (лат.) — подсемейство однодольных цветковых растений семейства Амариллисовые (Amaryllidaceae) порядка Спаржецветные (Asparagales) (Лилиецветные по старой классификации). Наряду с Amaryllidoideae в семейство входят Луковые (Allioideae) и Agapanthoideae. В подсемейство входит около 70 родов с более 800 видами, распространёнными по всему миру.

## Описание
Amaryllidoideae представляют собой травянистые многолетние цветковые растения, обычно имеющие луковицу (некоторые — корневища). Мясистые листья растений строятся в две колонны. Цветки крупные. Многие из растений подсемейства являются луковичными геофитами. Активно используются в сельском хозяйстве, а также в качестве декоративных растений.